# 皮埃尔·蒙特
皮埃尔·本杰明·蒙特（Pierre Benjamin Monteux，1875年4月4日—1964年7月1日），法国裔美国指挥家。在学习小提琴和中提琴，并担任管弦乐手和临时指挥十余年后，他于1907年开始接受定期的指挥工作。1911年至1914年间，他在谢尔盖·达基列夫的俄罗斯芭蕾舞团指挥时开始崭露头角，他指挥了斯特拉文斯基的《春之祭》和其他著名作品，包括《彼得鲁什卡》、拉威尔的《达夫尼与克罗埃》以及德彪西的《遊戲》（Jeux）的世界首演。此后半个多世纪，他一直在世界各地指挥管弦乐队。
从1917年到1919年，蒙特在纽约大都会歌剧院担任法国剧目的首席指挥。之后他指挥过波士顿交响乐团（1919-24）、阿姆斯特丹音乐厅管弦乐团（1924-34）、巴黎交响乐团（1929-38）和旧金山交响乐团（1936-52）。1961年，86岁的他接受了伦敦交响乐团的首席指挥任命，并在担任该职位三年后去世。尽管以演奏法国曲目而闻名，但他最喜欢的还是德国作曲家的音乐，尤其是勃拉姆斯。他不喜欢录音，认为录音与自发性不相容，但他仍然录制了大量的唱片。
蒙特还是一位著名的教师。1932年，他在巴黎创办了一个指挥班，后发展成为一所暑期学校，之后搬到了他在法国南部普罗旺斯地区莱博的避暑别墅。1942年永久移居美国并取得美国公民身份后，他在缅因州汉考克创办了一所指挥和管弦乐手学校。他在法国和美国的学生包括洛林·马泽尔、伊戈尔·马克维奇、内维尔·马里纳、小泽征尔、安德烈·普列文和大卫·津曼。蒙特去世后，汉考克的学校一直在继续开办。

## 脚注
1. ↑  蒙特不喜欢本杰明这个名字，并在1942年取得美国公民身份时正式放弃了这个名字。[1]